# Joana Maria Silva
Joana Maria Jaciara da Silva Neves Euzébio (Natal, 14 de febrero de 1987-São Paulo, 18 de marzo de 2024) fue una nadadora paralímpica brasileña. Compitió en los Juegos Paralímpicos de 2012 y 2016 y ganó dos medallas de plata y dos de bronce. En 2015, se convirtió en la primera deportista brasileña en ganar una medalla de oro individual en el Campeonato Mundial de Natación IPC, en la prueba de los 50 m de estilo libre.

## Biografía
Conocida como Peixinha, Joana nació con una forma de enanismo y comenzó a nadar a los 10 años bajo la dirección de un médico para tratar la debilidad ósea. Empezó a competir a los 13 años y, a los 14, participó en su primer torneo internacional.
Ganó la medalla de bronce en los Juegos Paralímpicos de Londres 2012 en los 50 m mariposa, dos medallas de plata y una de bronce en los Juegos Paralímpicos de Río de Janeiro 2016 y una medalla de bronce en los Juegos Paralímpicos de Tokio 2020, representando a Brasil en la prueba de relevos 4×50 m estilo libre mixto junto a Daniel Dias, Patrícia Santos y Talisson Glock.
Además de sus medallas paralímpicas, Joana ha obtenido diversos logros en su carrera, como la medalla de plata en los 50 m mariposa y el bronce en los 50 m libre en el Campeonato Mundial de Natación Paralímpica de 2019 en Londres. También ganó cuatro medallas de oro (50 m libre, 100 m libre, 50 m mariposa y 200 m libre), una de plata (200 m combinado) y una de bronce (relevos 4×100 m libre) en los Juegos Parapanamericanos de Lima 2019.
En el Campeonato Mundial de Natación Paralímpica de 2017 en México, obtuvo la medalla de plata en los 50 m libre. En los Juegos Parapanamericanos de Toronto 2015, consiguió cinco medallas de oro. También ganó dos medallas de oro y una de bronce en el Campeonato Mundial de Natación Paralímpica de 2015 en Glasgow; tres medallas de bronce en el Campeonato Mundial de Natación Paralímpica de 2013 en Montreal; cuatro medallas de oro en los Juegos Parapanamericanos de Guadalajara 2011 y una medalla de plata y una de bronce en el Campeonato Mundial de Natación Paralímpica de 2010 en los Países Bajos.
En 2015, Joana fue elegida la Mejor Nadadora Paralímpica de Brasil en el Trofeo Mejor Natación.

## Muerte
Falleció en la madrugada del 18 de marzo de 2024, en Natal, Brasil, víctima de un paro cardiorrespiratorio.